# Pomiar matrycowy
Pomiar matrycowy (wielosegmentowy) – sposób pomiaru oświetlenia wbudowany w aparat. Podstawą matrycowego pomiaru światła jest porównanie informacji o natężeniu światła w różnych częściach kadru. Aparat dokonuje pomiaru w światła w wielu punktach, kolejno porównuje rozkład jasności z bazą zdjęć zapisaną w jego pamięci, a następnie dobiera parametry ekspozycji, które umożliwią równomierne naświetlenie różnych segmentów zdjęcia.
Niewątpliwie plusem takiego rozwiązania jest wygoda, ponieważ w wielu sytuacjach radzi sobie bez problemu, co pozwala na skupić się na kadrowaniu przez fotografującego. Jednak minusem jest jego nieprzewidywalność oraz niemożliwy wgląd w sam mechanizm działania.

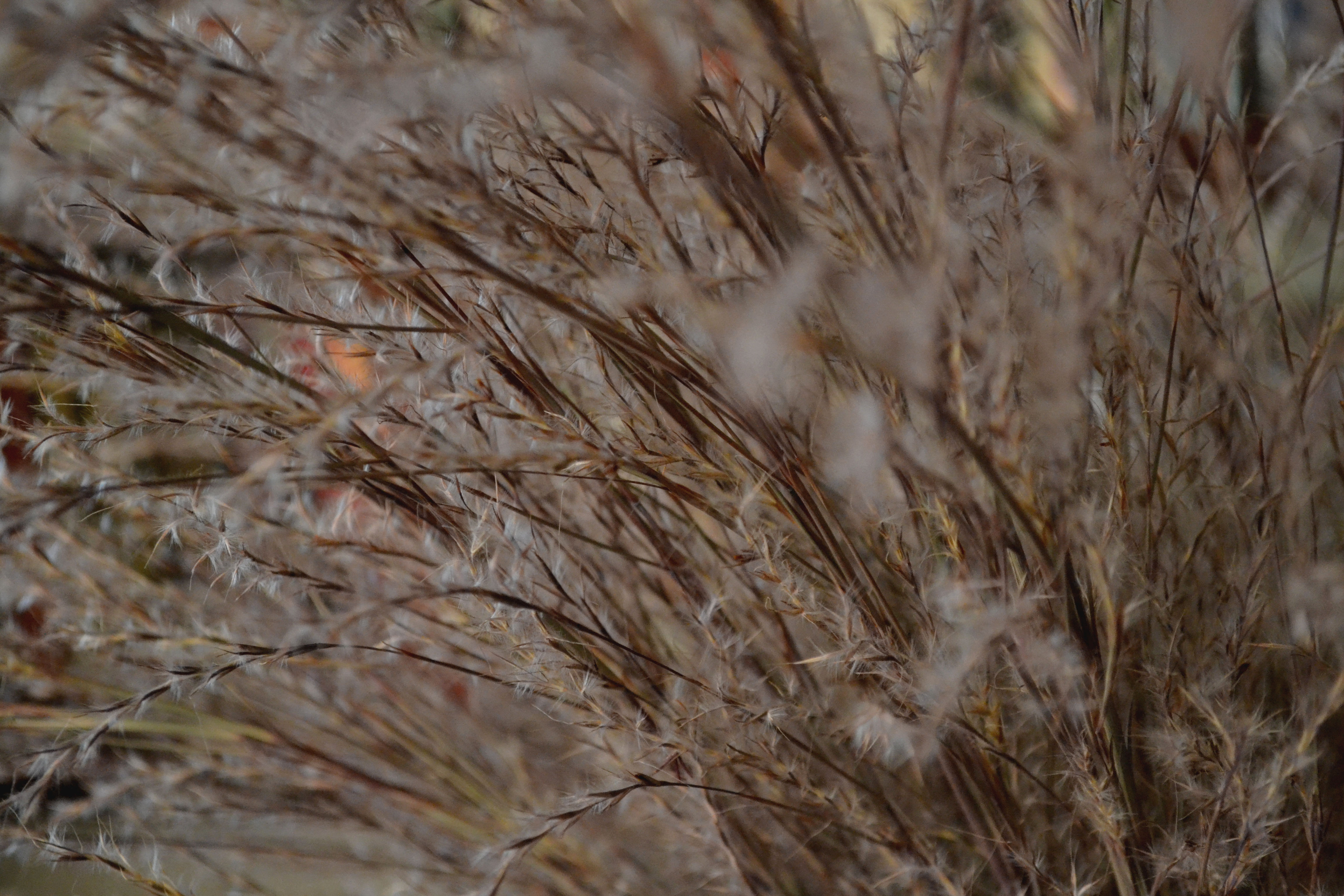
Zdjęcie wykonane przy pomocy pomiaru matrycowego

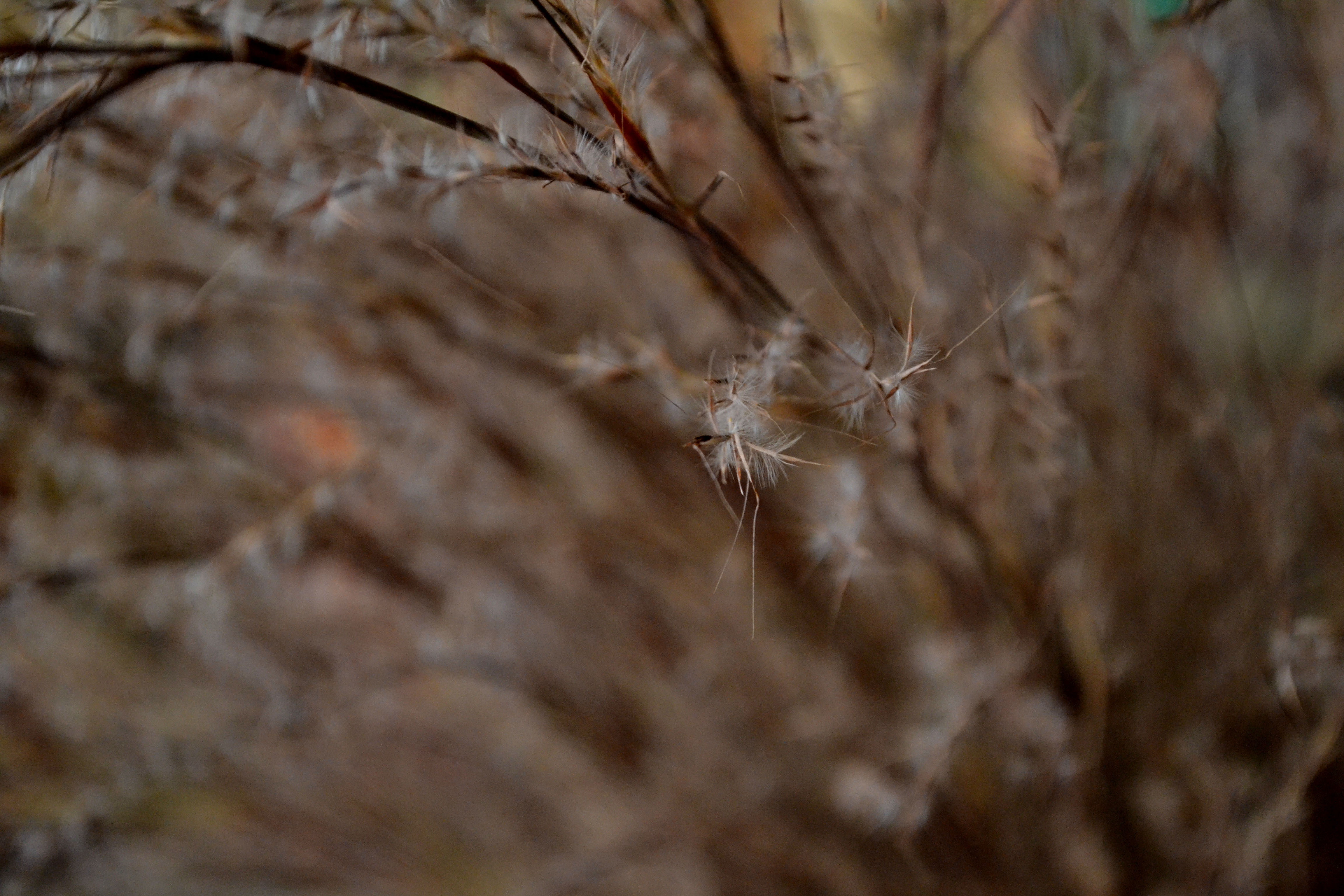
Zdjęcie wykonane przy pomocy pomiaru centralnie-ważonego

Nie należy stosować tego systemu przy mierzeniu światła dla konkretnego fragmentu kadru, np. dla podświetlonej od tyłu sylwetki.